# Paycheck Protection Program

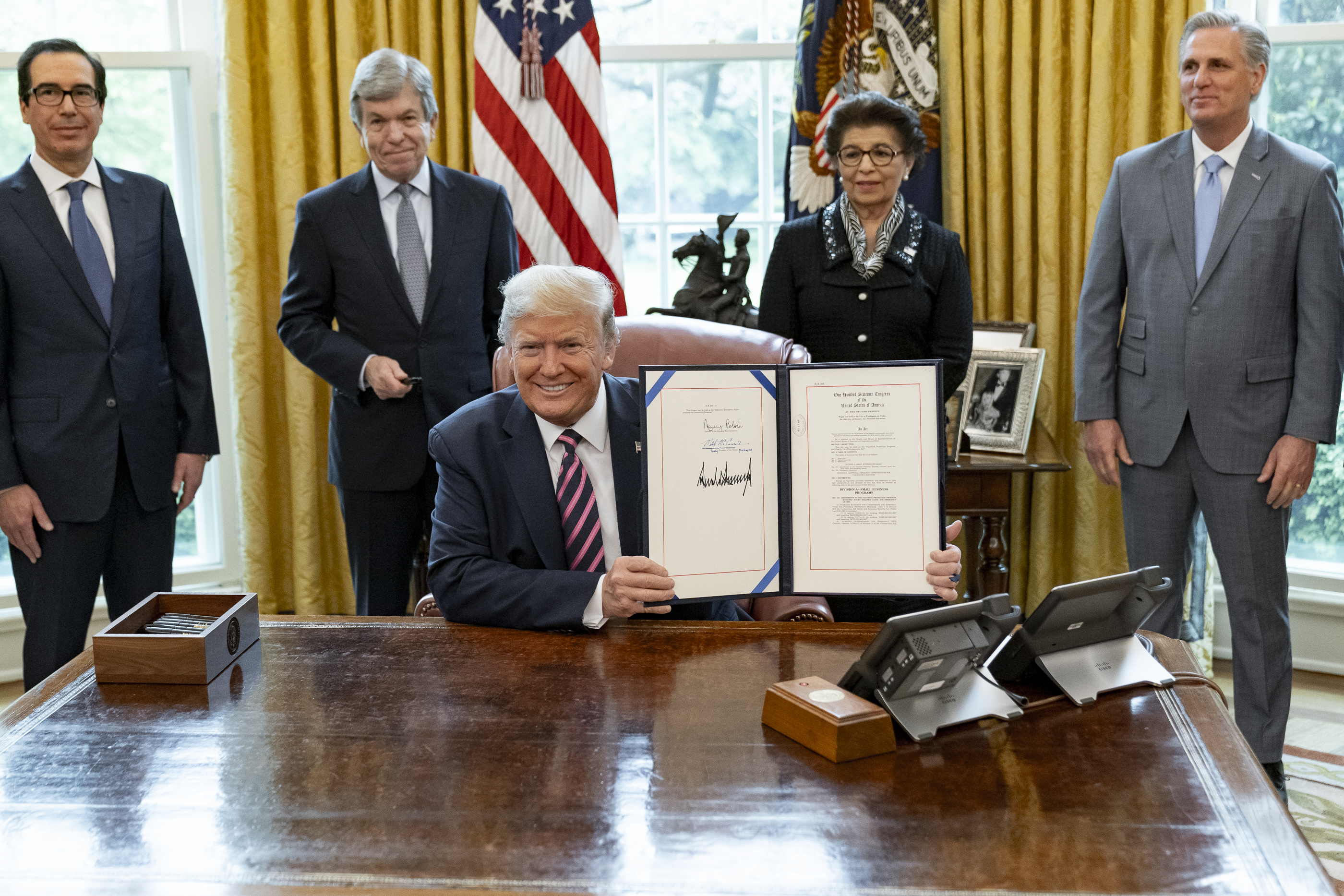
Le président Trump signe la loi sur le programme de protection des salaires et l'amélioration des soins de santé (H.R. 266), 24 avril 2020.

Le Paycheck Protection Program (PPP) est un programme de prêts aux entreprises de 953 milliards de dollars établi par le gouvernement fédéral des États-Unis en 2020 par le biais de la Coronavirus Aid, Relief, and Economic Security Act (CARES Act) pour aider certaines entreprises, travailleurs indépendants, propriétaires, certaines organisations à but non lucratif  à continuer à payer leurs employés pendant la crise du covid. Le programme est mis en œuvre par la Small Business Administration des États-Unis. La date limite pour présenter une demande de prêt PPP était initialement le 30 juin 2020, puis a été prolongée jusqu’au 8 août. Le Programme a été rouvert le 11 janvier 2021.